# 吉﨑和彦 (キュレーター)
吉崎 和彦 (よしざき かずひこ、1980年 - ) は、日本のキュレーター。

## 経歴
鹿児島県生まれ。
慶應義塾大学文学部卒業。ロンドン大学ゴールドスミス・カレッジ現代芸術論修士課程修了。大学院修了後の2007年に帰国。アルバイトをしながら、フリーランスの立場で展覧会企画をおこなうようになり、やがて同時代のアートに関する議論の場を作る「CAMP」に参画。トークイベントや展覧会の企画を手がける。
東京都現代美術館（2009年1月 - 2017年）を経て、YCAM（2017年10月 - 2023年9月）に勤務。

## 企画
- 村上綾「MeltingLandscape」（2007年）
- 佐藤万絵子「受けとめるものたち｜Catchers」（2008年）[1]
- 「ブルームバーグ・パヴィリオン：小林史子」展（2011年)[2]
- 「フランシス・アリス」展（2013年）
- 「MOTアニュアル2016 キセイノセイキ」（2016年／ARTISTS' GUILDとの協働企画）[3]
- 「メディアアートの輪廻転生」(2018年)[4]
- 「wow, see you in the next life. ／過去と未来、不確かな情報についての考察」(2019年)[5]
- 「ヴォイス・オブ・ヴォイド—虚無の声」(2021年)[6]
- 「浪のしたにも都のさぶらふぞ」（2023）